# Aleja Narodowa w Pradze

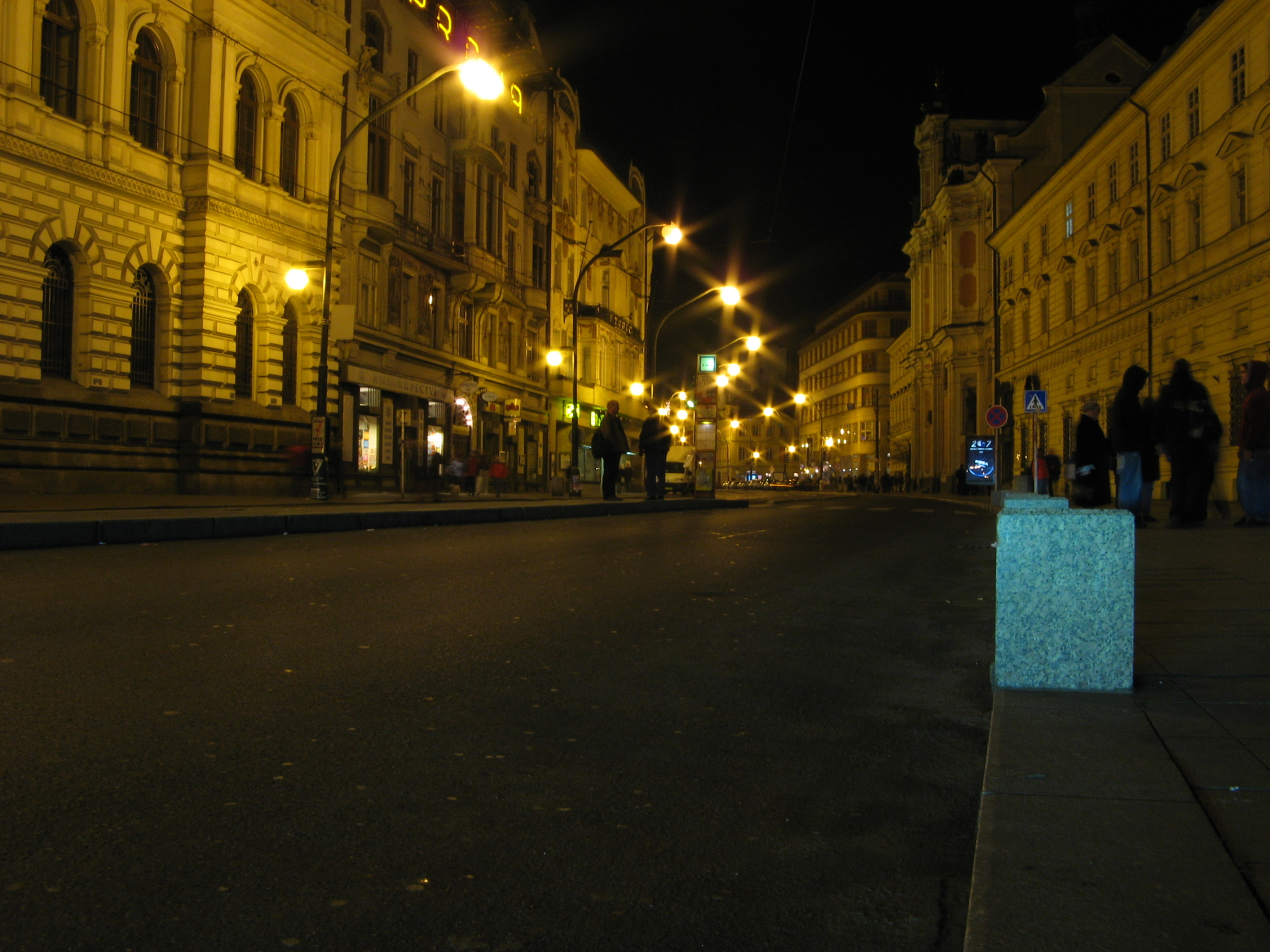
Národní Třída nocą

Aleja Narodowa (cz. Národní Třída) – ważna aleja w stolicy Czech, Pradze. Położona na granicy Starego i Nowego Miasta. Biegnie na południowy zachód od Placu Jungmanna, gdzie łączy się z ulicą 28 października prowadzącą z dolnej części Placu Wacława, do skrzyżowania Wełtawy i Teatru Narodowego, gdzie przechodzi w Most Legií. Aleja zastąpiła mury średniowieczne Starego Miasta.
W 1900 nazwa ulicy brzmiała Nové Aleje (Nowe Aleje, niemiecki: Neue Allee), ale nazwa zmieniała się przez lata:. V alejích, V nových alejích, V Stromoradi, Uršulinská, U Řetězového mostu lub Ferdinandova. W XIX wieku wybudowano tutaj ważne budynki i instytucje, takie jak Teatr Narodowy, Akademia Nauk Republiki Czeskiej.
W dniu 17 listopada 1989 r. (piątek), policja brutalnie stłumiła tutaj pokojową demonstrację studentów, co jest uważane za rozpoczęcie aksamitnej rewolucji. 
W pobliżu znajduje się stacja metra o tej samej nazwie.